# Carrasca de la Vaca
Inmensa encina milenaria que se encuentra en el término municipal de Alcadozo (Albacete). Tiene una altura de unos 15 m y un diámetro de copa de 30 m (como el ruedo de la plaza de toros de Alcadozo). Su perímetro medido a 1,30 m de la base es de 4,8 m.
Al lado de esta carrasca hay un abrevadero concejil, por donde pasaba la vía pecuaria que unía Villanueva de la Fuente (Ciudad Real) y Tobarra (Albacete). Su enorme sombra servía de sestero para las reses.
El nombre de Carrasca de la Vaca viene porque se utilizó para colgar y desollar alguna vaca que murió durante uno de los traslados.
Otra curiosidad que nos cuentan los lugareños es que hace años se cortó la copa para hacer una enorme carbonera y por eso le ha ayudado a crecer a lo ancho.
Durante las últimas fuertes nevadas de 2010, por el peso perdió una de sus enormes ramas. La aldea de la Molata estuvo cubierta por un metro de nieve durante una semana.
Para los aficionados a buscar geocaches, hay uno en sus inmediaciones.
Será uno de los pocos árboles que goza de la particularidad de tener un tema musical propio. El compositor valenciano Efrén López conoció este árbol singular por casualidad. Representa el punto intermedio exacto entre el lugar de nacimiento de su madre y de su padre, en un pueblo de Valencia y de Jaén respectivamente. Le llamó la atención ésta particularidad de la carrasca y le compuso su propio tema en 2013: Bourrées de la Carrasca de la Vaca, que podemos encontrar en YouTube.